# Andrushivka
Andrushivka (em ucraniano:  Андрушівка, em russo:  Андрушевка, em polonês/polaco:  Andruszówka, em iídiche:  אנדרושיווקע Andrushivke) é uma cidade da Ucrânia, situada no Oblast de Jitomir. Tem 7,64 km² de área e sua população em 2020 foi estimada em 8.517 habitantes.